# ナムソス

ナムソス市の紋章

ナムソス

ナムソス （ Namsos）は、ノルウェー、ヌール・トロンデラーグ県の都市。面積775平方キロメートル、人口12,426人（2004年）。

## 地理
ナムソスは海から15マイルの小さな湾に面する。近くにはナムセン・フィヨルドの先端部と、ヨーロッパ有数のサケの宝庫ナムセン川河口がある。
町の大部分は小さく低い成り立ちで湾に向かって建てられている。北へ向かうと、低い樹木の茂った丘が600フィート以上の急勾配でそびえる。東には広いナムダーレン谷がある。気候は一般的な海洋性気候である。1月の平均気温は－2.4℃、7月の平均気温は13.3℃である。年間平均気温は5℃で、年間降雨量は1340ミリである。
川に近く広大な森が町近くにあることから、製材所に理想的である。最盛期には11の製材所が稼働していたが、現在はたった一つが残るのみである。
町には、山の内側に建てられたオアセン（オアシスという意味）という水泳プールがある。

## 名前
ナムセン川にちなんでつけられた。osとは河口という意味である。

## 紋章
1961年から使用されている。ヘラジカの頭部が表されている。

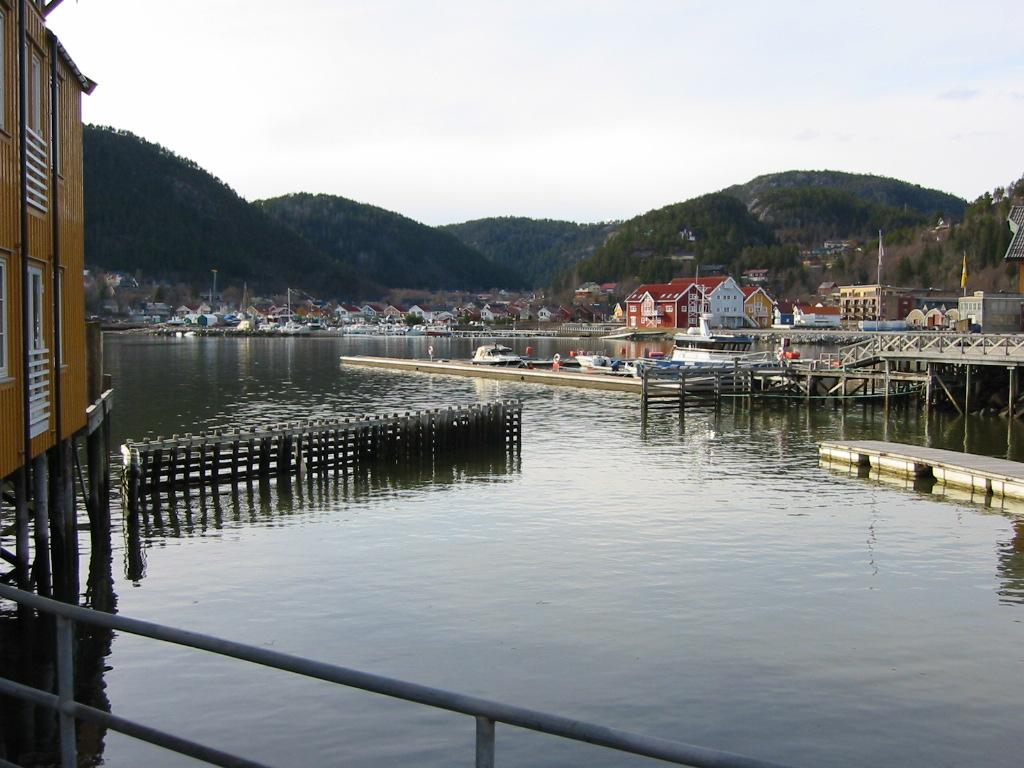
ナムソスの河岸、2006年4月

## 歴史
町は1845年にできた。ほとんどが木造住宅で、1世紀の間に起こった3つの出来事で大火に見舞われる被害を受けた。1872年に2人の少年たちのマッチ遊びが原因で起きた大火、原因不明の1897年の大火、1940年4月20日に行われたナチス・ドイツがヒトラーの誕生日に合わせた空爆である。